# Kenanga (Lubuk Linggau Utara II)
Kenanga is een bestuurslaag in het regentschap Lubuklinggau van de provincie Zuid-Sumatra, Indonesië. Kenanga telt 4242 inwoners (volkstelling 2010).